# ドジっ娘

ドジっ娘の例: 完成間近の立体ジグソーパズルを崩してしまっている。

ドジっ娘（ドジっこ）とは、ドジな女性を総称するオタクカルチャー用語。

## 概要
家事一般、スポーツ競技、通常の歩行を含む運動全般などにおいて、可愛らしいあるいは憎めない失敗を繰り返す女性キャラクターを指す。

### ドジっ娘が行う所作の一例
- 階段から滑り落ちる[2]
- コーヒーをひっくり返す[2]
- 道端で転ぶ[3]
- 接客業で皿を割る[3]
- 履いている靴を〔不注意から〕飛ばす[3]

アニメ・ゲームをはじめとするサブカルチャー系作品における萌え属性のひとつで、男性読者・視聴者の愛好対象となるよう設計されることが多いが、『エースをねらえ!』の岡ひろみや『美少女戦士セーラームーン』の月野うさぎなど、少女マンガの主人公キャラクターにもこの属性が付与されることがしばしばある。
ドジっ娘に対し好意を抱き、惹かれるさまを「ドジっ娘萌え」と呼ぶ。